# Atletica leggera al IX Festival olimpico estivo della gioventù europea
Le competizioni di atletica leggera al IX Festival olimpico estivo della gioventù europea si sono svolte dal 21 al 29 luglio 2007 a Belgrado, in Serbia

## Risultati

### Uomini
| Specialità           | Oro                  | Prestazione | Argento              | Prestazione | Bronzo               | Prestazione |
| 100 m                | Ramil Guliyev        | 10"50 w     | Eugene Ayanful       | 10"67 w     | Eusebio Cáceres      | 10"73 w     |
| 200 m                | Ramil Guliyev        | 20"98       | Andrew Robertson     | 21"72       | Mindaugas Baliukonis | 21"78       |
| 400 m                | Vladimir Krasnov     | 47"11       | Roman Turčáni        | 47"75       | Ville Wendelin       | 48"41       |
| 800 m                | Aleksandr Sheplyakov | 1'51"37     | Emrah Çoban          | 1'51"92     | Samir Dahmani        | 1'52"39     |
| 1500 m               | David Bustos         | 3'53"24     | Cihat Ulus           | 3'53"85     | Dániel Kállay        | 3'54"59     |
| 3000 m               | Dieter Vanstreels    | 8'31"94     | Gergo Szoke          | 8'34"02     | Resul Çevik          | 8'34"89     |
| 110 m ostacoli       | Cornel Bananau       | 13"83       | Dominik Distelberger | 13"85       | Andreas Martinsen    | 13"96       |
| 400 m ostacoli       | Nikita Andriyanov    | 51"89       | Jarno Boutkam        | 52"98       | Felix Rupprecht      | 53"17       |
| 2000 m siepi         | Andreas Van Ham      | 5'50"90     | Noel Collins         | 5'52"06     | Antonio Abadía       | 5'54"92     |
| Staffetta 4x100 m    | Regno Unito          | 41"62       | Estonia              | 41"70       | Paesi Bassi          | 41"73       |
| Salto in alto        | Sergey Mudrov        | 2,20 m      | Miguel Sancho        | 2,14 m      | Kourosh Fouroghi     | 2,08 m      |
| Salto con l'asta     | Hugo Dupressoir      | 4,90 m      | Dmitriy Zhelyabin    | 4,80 m      | Michael Kass         | 4,70 m      |
| Salto in lungo       | Dino Pervan          | 7,49 m      | Łukasz Pabich        | 7,36 m      | Gianluca Levantino   | 7,27 m      |
| Salto triplo         | Anvar Zeynalzade     | 15,56 m     | Martinš Dakša        | 15,30 m     | Gaetan Saku Bafuanga | 15,21 m     |
| Getto del peso       | Marin Premeru        | 21,23 m     | Dmitriy Savytskyy    | 19,76 m     | Tobias Ernst         | 19,46 m     |
| Lancio del disco     | Mykyta Nesterenko    | 72,31 m     | Marin Premeru        | 68,20 m     | Andrius Gudžius      | 60,07 m     |
| Tiro del giavellotto | Edgars Rütinš        | 71,87 m     | Kirill Kadukov       | 71,47 m     | Stipe Zunic          | 70,98 m     |

### Donne
| Specialità           | Oro                | Prestazione | Argento                     | Prestazione | Bronzo               | Prestazione |
| 100 m                | Elza Vildanova     | 11"68       | Torema Dorsett              | 11"69       | Niamh Whelan         | 11"87       |
| 200 m                | Elza Vildanova     | 23"75       | Valentine Arrieta           | 24"13       | Lara Hoffmann        | 24"16       |
| 400 m                | Alexandra Štuková  | 54"18       | Yuliya Terekhova            | 54"32       | Olga Zemlyak         | 55"06       |
| 800 m                | Florina Pierdevara | 2'07"41     | Olga Bibik                  | 2'07"55     | Yekaterina Zavyalova | 2'08"06     |
| 1500 m               | Daniela Fetcere    | 4'26"60     | Nina Kramer                 | 4'29"29     | Réka Czebei          | 4'30"19     |
| 3000 m               | Daniela Fetcere    | 9'30"65     | Charlotte Ffrench-O'Carroll | 9'37"89     | Réka Czebei          | 9'46"44     |
| 100 m ostacoli       | Mila Andrić        | 13"69       | Lucie Cincinatis            | 13"78       | Ivana Lončarek       | 13"80       |
| 400 m ostacoli       | Leonie Schilder    | 59"44       | Mila Andrić                 | 59"62       | Anna Raukuc          | 59"75       |
| Staffetta 4x100 m    | Svizzera           | 46"17       | Francia                     | 46"43       | Serbia               | 46"85       |
| Salto in alto        | Elena Vallortigara | 1,86 m      | Natalya Mamlina             | 1,83 m      | Oksana Okunyeva      | 1,77 m      |
| Salto con l'asta     | Lyudmila Yeremina  | 3,95 m      | Denise Groot                | 3,90 m      | Dana Cižková         | 3,85 m      |
| Salto in lungo       | Darya Klishina     | 6,43 m      | Ivana Španović              | 6,20 m      | Els De Wael          | 6,12 m      |
| Salto triplo         | Cristina Sandu     | 12,98 m     | Maja Bratkic                | 12,89 m     | Mia Haave            | 12,67 m     |
| Getto del peso       | Lina Berends       | 14,73 m     | Aliona Hryshko              | 14,57 m     | Vera Kunova          | 13,99 m     |
| Lancio del disco     | Irina Rodrigues    | 51,74 m     | Sandra Perković             | 49,70 m     | Katja Dingelstedt    | 47,12 m     |
| Tiro del giavellotto | Tatjana Jelača     | 51,80 m     | Anna Habina                 | 49,58 m     | Maria Jensen         | 47,16 m     |